# Austropallene cornigera
Austropallene cornigera là một loài nhện biển trong họ Callipallenidae. Loài này thuộc chi Austropallene. Austropallene cornigera được Karl August Möbius miêu tả khoa học năm 1902.